# Kanton Ajaccio-7
Kanton Ajaccio-1 (francouzsky Canton d'Ajaccio-7) je francouzský kanton v departementu Corse-du-Sud v regionu Korsika. Tvoří ho 6 obcí.

## Obce
- Afa
- Ajaccio – pouze část
- Alata
- Appietto
- Bastelicaccia
- Villanova